# 花塚町
花塚町（はなづかちょう）は愛知県名古屋市中川区にある町名。現行行政地名は花塚町1丁目から花塚町4丁目。住居表示未実施。

## 地理
名古屋市中川区の東部に位置し、南に外新町、北に中野本町、西に神郷町、東に熱田区野立町に接する。

## 歴史
- 1966年（昭和41年）9月15日 - 工場地帯において火災が発生し、21世帯71人が被災する[5]。

## 世帯数と人口
2019年（平成31年）2月1日現在の世帯数と人口は以下の通りである。
| 町丁   | 世帯数  | 人口    |
| ------ | ------- | ------- |
| 花塚町 | 613世帯 | 1,279人 |

## 学区
市立小・中学校に通う場合、学校等は以下の通りとなる。また、公立高等学校に通う場合の学区は以下の通りとなる。
| 番・番地等 | 小学校               | 中学校               | 高等学校 |
| ---------- | -------------------- | -------------------- | -------- |
| 全域       | 名古屋市立八幡小学校 | 名古屋市立八幡中学校 | 尾張学区 |

## 施設
- 花塚公園

## その他

### 日本郵便
- 郵便番号 : 454-0052[2]（集配局：中川郵便局[8]）。